# Emetophilie
Als Emetophilie oder Vomerophilie wird das Hervorrufen oder die Steigerung sexueller Lust durch Erbrechen bezeichnet, entweder durch das Erbrechen der eigenen oder einer anderen Person. Eine weitere Bezeichnung für diese Art von Paraphilie beziehungsweise Sexualpraktik ist beispielsweise Römische Dusche. Die Bulimie ist hiervon abzugrenzen. Nach der DSM-5 gehört die Vomerophilie zu den Paraphilen Störungen.